# Блежень-Вулкан
Блежень-Вулкан, Блежені-Вулкан (рум. Blăjeni-Vulcan) — село у повіті Хунедоара в Румунії. Входить до складу комуни Блежень.
Село розташоване на відстані 317 км на північний захід від Бухареста, 40 км на північ від Деви, 78 км на південний захід від Клуж-Напоки, 142 км на північний схід від Тімішоари.

## Населення
За даними перепису населення 2002 року у селі проживали 225 осіб, усі — румуни. Усі жителі села рідною мовою назвали румунську.